# Gombergean
 Gombergean  es una población y comuna francesa, en la región de Centro, departamento de Loir y Cher, en el distrito de Vendôme y cantón de Saint-Amand-Longpré.

## Demografía
| 203 | 178 | 172 | 136 | 146 | 145 |
| Para los censos de 1962 a 1999 la población legal corresponde a la población sin duplicidades (Fuente: INSEE [Consultar]) |     |     |     |     |     |